# Thranius pallidiventris
Thranius pallidiventris là một loài bọ cánh cứng trong họ Cerambycidae.